# Peter Skov-Jensen
Peter Skov-Jensen (Esbjerg, 9 de junho de 1971) é um ex-futebolista profissional dinamarquês que atuava como goleiro.

## Carreira
Peter Skov-Jensen se profissionalizou no Esbjerg fB.

## Seleção
Peter Skov-Jensen integrou a Seleção Dinamarquesa de Futebol na Eurocopa de 2004.